# Zgornje Bitnje
Zgornje Bitnje – wieś w Słowenii, w gminie miejskiej Kranj. W 2018 roku liczyła 1555 mieszkańców. 